# Legge 22 giugno 2016, n. 112
La legge 22 giugno 2016, n.112 rubricata Disposizioni in materia di assistenza in favore delle persone con disabilità grave prive del sostegno familiare, abbreviata legge 112/2016, meglio nota come legge Dopo di noi, è una legge della Repubblica Italiana promulgata per favorire il benessere, la piena inclusione sociale e l’autonomia delle persone con disabilità grave, per cui sono previsti strumenti pubblici e privati, agevolazioni fiscali e l'istituzione di un fondo pubblico di assistenza.

## Principi di riferimento
La legge 112/2016 è stata emanata in attuazione dei principi stabiliti dagli articoli 2, 3, 30, 32 e 38 della Costituzione, dagli articoli 24 e 26 della Carta dei diritti fondamentali dell'Unione europea e dagli articoli 3 e 19 della Convenzione delle Nazioni Unite sui diritti delle persone con disabilità.

## Contesto
In Italia si stima che il 9,6% delle persone con disabilità grave tra i 18 e i 64 anni viva da solo, il 10,6% con il proprio partner, il 20,3% con il partner e i figli e circa il 50% con uno o entrambi i genitori. Fra questi ultimi risulta particolarmente critica la situazione di coloro che vivono con genitori anziani (circa un terzo). Inoltre il 54% circa dei disabili gravi può contare solo sull’aiuto dei genitori per le attività di cura che non costituiscono assistenza sanitaria, mentre solo il 17,6% usufruisce di assistenza domiciliare sanitaria o non sanitaria pubblica.
Il tema della legge 112/2016 assume quindi grande rilievo non solo a livello delle singole famiglie, ma a livello di comunità e di enti pubblici preposti a garantire i livelli essenziali di assistenza.
Il principio generale è la tutela, per le persone con disabilità, del diritto a vivere nella società con la stessa libertà di scelta delle altre persone, come l’art. 19 della Convenzione delle Nazioni Unite sui diritti delle persone con disabilità prescrive.
Con l'espressione "dopo di noi" ci si riferisce al periodo di vita dei disabili successivo alla scomparsa dei genitori/familiari, sul quale la presente legge pone l'attenzione.
Tale tematica ha avviato una profonda riflessione sulle azioni da promuovere nel cosiddetto "durante noi", quando la persona con disabilità grave può ancora contare sul sostegno famigliare, in modo che la fase successiva possa essere accuratamente preparata.

## Destinatari
Le principali informazioni sui disabili e sui servizi per la disabilità con particolare riguardo ai temi di interesse della legge 112/2016 sono state raccolte dall'Istat e presentate in due audizioni nell’ottobre 2014 alla Commissione “Affari sociali” della Camera dei Deputati e nell’aprile del 2016 alla Commissione “Lavoro, Previdenza Sociale” del Senato come supporto alla discussione dei progetti di legge in materia.
Per identificare la platea dei potenziali destinatari del “dopo di noi” sono utilizzati i dati dell’indagine Istat 2012-2013 sulle condizioni di salute.
Il 5 giugno 2017 l'Istat ha pubblicato una Nota sulla legge “Dopo di noi” in cui viene dichiarato che le fonti disponibili, sia amministrative sia dirette, non consentono di identificare con sufficiente precisione la platea dei beneficiari dell’intervento:
- le fonti amministrative sono in grado di fornire solo il numero di percettori di indennità di accompagnamento con dettagli per genere, età e territorio;
- le fonti dirette (indagini) consentono di descrivere con precisione il contesto familiare dei disabili e il tipo di aiuto/assistenza che ricevono ma, per la definizione stessa dello stato di disabilità, utilizzano definizioni diverse da quelle adottate nella legge 104 e richiamate nella legge 112/2016.

Per procedere alla stima dei beneficiari viene ipotizzato che la gran parte delle disabilità gravi che interessano la popolazione di 65 anni e oltre sia determinata dall’invecchiamento e/o da patologie connesse alla senilità, e che siano i genitori sopra i 65 anni ad avere maggiori difficoltà nel sostenere le attività di cura e assistenza. Queste ipotesi hanno indotto ad includere nella platea dei potenziali destinatari solo i disabili gravi al di sotto dei 65 anni che vivono soli e hanno perso entrambi i genitori (38 mila1) e quelli (89.000) che vivono con genitori anziani (con più di 64 anni), ottenendo un totale di circa 127.000 individui.
Nella Nota viene presentata anche una stima riguardo alla popolazione a rischio di rientrare nella platea di destinatari della misura, negli anni a seguire rispetto alla stesura della stessa. A tal fine, in mancanza di dati puntuali sulla speranza di vita delle persone disabili, le stime sono state basate sull’ipotesi che la speranza di vita delle persone con disabilità sia, a parità di genere ed età, la stessa di quella relativa al resto della popolazione. I dati che emergono possono tuttavia essere indicativi della dimensione del fenomeno.
Sulla base dei calcoli effettuati emerge che circa due terzi delle persone con disabilità grave potrebbe sopravvivere a tutti i familiari (genitori e fratelli), stimando che, nell’arco di cinque anni (dal giugno 2017), circa 12.600 rimarranno prive del sostegno familiare.

## Contenuto

### Articolo 1
Vengono delineati i beneficiari e descritte le finalità della legge:
- favorire il benessere, la piena inclusione sociale e l’autonomia delle persone con disabilità;
- disciplinare misure di assistenza, cura e protezione delle persone con disabilità grave, non determinata dal naturale invecchiamento o da patologie connesse alla senilità, prive di sostegno familiare in quanto mancanti di entrambi i genitori o perché gli stessi non sono in grado di fornire l’adeguato sostegno genitoriale, nonché in vista del venir meno, attraverso la progressiva presa in carico della persona interessata già durante l’esistenza in vita dei genitori;
- predisporre strumenti privatistici (stipula di polizze di assicurazione, costituzione di trust, vincoli di destinazione e di fondi speciali) e agevolazioni fiscali per la tutela patrimoniale delle persone con disabilità.[9]

Tali misure, volte anche ad evitare l'istituzionalizzazione, sono integrate, con il coinvolgimento dei soggetti interessati, nel Progetto di vita inteso come Progetto individuale di cui all'articolo 14 della legge 8 novembre 2000, n.328.
Lo stato di disabilità grave è definito dall'art. 3, comma 3, della legge 5 febbraio 1992, n. 104 e accertato con le modalità di cui all'art. 4 della medesima legge.

#### Aggiornamenti
Il decreto legislativo 3 agosto 2018, n.105 ha disposto (con l'art. 31, comma 2, lettera a) la modifica dell'art. 1, comma 3.

### Articolo 2
Vengono delineate le prestazioni assistenziali da garantire in tutto il territorio nazionale.

#### Aggiornamenti
Il decreto-legge 12 luglio 2018, n. 86 convertito con modificazioni dalla legge 9 agosto 2018, n. 97 ha disposto (con l'art. 3, comma 4, lettera d) la modifica dell'art. 2, comma 2, introducendo la figura del Ministro delegato per la famiglia e le disabilità che, in cooperazione con il Ministro del lavoro e delle politiche sociali e con gli altri Ministri competenti, al fine di adottare iniziative e assicurare la piena attuazione delle normative, è delegato a promuovere e coordinare le politiche governative volte a garantire la tutela e la promozione dei diritti delle persone con disabilità e a favorire la loro piena ed effettiva partecipazione e inclusione sociale, nonché la loro autonomia.

### Articolo 3
| Regioni               | Quota di popolazione in condizione di disabilità grave(18-64anni) | Risorse (€) |
| --------------------- | ----------------------------------------------------------------- | ----------- |
| Abruzzo               | 2,2%                                                              | 1.980.000   |
| Basilicata            | 1,0%                                                              | 900.000     |
| Calabria              | 3,4%                                                              | 3.060.000   |
| Campania              | 10,1%                                                             | 9.090.000   |
| Emilia Romagna        | 7,3%                                                              | 6.570.000   |
| Friuli Venezia Giulia | 2,0%                                                              | 1.800.000   |
| Lazio                 | 10,1%                                                             | 9.090.000   |
| Liguria               | 2,5%                                                              | 2.250.000   |
| Lombardia             | 16,7%                                                             | 15.030.000  |
| Marche                | 2,6%                                                              | 2.340.000   |
| Molise                | 0,5%                                                              | 450.000     |
| Piemonte              | 7,2%                                                              | 6.480.000   |
| Puglia                | 6,9%                                                              | 6.210.000   |
| Sardegna              | 2,9%                                                              | 2.610.000   |
| Sicilia               | 8,6%                                                              | 7.740.000   |
| Toscana               | 6,1%                                                              | 5.490.000   |
| Umbria                | 1,5%                                                              | 1.350.000   |
| Valle d'Aosta         | 0,2%                                                              | 180.000     |
| Veneto                | 8,2%                                                              | 7.380.000   |
| Totale                | 100,0%                                                            | 90.000.000  |

Viene istituito il Fondo per l'assistenza alle persone con disabilità grave prive del sostegno familiare; la dotazione è determinata in 90 milioni di euro per l'anno 2016, in 38,3 milioni di euro per l'anno 2017 e in 56,1 milioni di euro annui a decorrere dal 2018.
Le risorse sono state suddivise dai decreti attuativi rispetto alla quota di popolazione regionale in condizione di disabilità grave.

Si precisa che, al 31 dicembre 2018, risultano dodici le regioni ad aver inviato i dati sui beneficiari. In particolare, la popolazione di età 18-64 anni coperta dalla rilevazione è pari al 69% di quella complessiva.
 Incidenza che sale ad un valore prossimo al 100% nel Nord (dove manca la sola Valle d'Aosta, al netto comunque delle Province Autonome di Trento e Bolzano, che non partecipano al riparto del Fondo) e scende sotto la metà nel Centro e nel Mezzogiorno, dove la popolazione coperta dalla rilevazione è rispettivamente pari al 43 e al 46%. Nel primo caso sono assenti Umbria e Lazio (che da solo comprende metà della popolazione del Centro), nel Mezzogiorno mancano i dati di 4 regioni su 8 (Puglia, Basilicata, Sicilia e Sardegna).

#### Aggiornamenti
La legge di bilancio 2018 ha disposto la riduzione del Fondo a 51,1 milioni.
Il decreto-legge 19 maggio 2020, n. 34, convertito con modificazioni dalla legge 17 luglio 2020, n. 77, ha disposto (con l'art. 104, comma 2) la modifica dell'art. 3, comma 1 e lo stanziamento del Fondo è stato incrementato di 20 milioni di euro per l'anno 2020, in conseguenza dell'emergenza epidemiologica da COVID-19.

### Articolo 4
Vengono determinate le finalità del Fondo:
- attivare e potenziare programmi di intervento volti a favorire percorsi di deistituzionalizzazione e di supporto alla domiciliarità in abitazioni o gruppi-appartamento che riproducano le condizioni abitative e relazionali della casa familiare e che tengano conto anche delle migliori opportunità offerte dalle nuove tecnologie, al fine di impedire l'isolamento delle persone con disabilità grave;
- realizzare interventi innovativi di residenzialità volti alla creazione di soluzioni alloggiative di tipo familiare e di cohousing per le persone con disabilità grave;
- sviluppare percorsi di accrescimento della consapevolezza, di abilitazione e di sviluppo delle competenze per la gestione della vita quotidiana e per il raggiungimento del maggior livello di autonomia possibile delle persone con disabilità grave.

Al finanziamento dei programmi e all'attuazione degli interventi possono compartecipare le regioni, gli enti locali, gli enti del terzo settore, nonché altri soggetti di diritto privato con comprovata esperienza nel settore dell'assistenza alle persone con disabilità e le famiglie che si associano per le finalità di cui all'articolo 1. Le attività di programmazione degli interventi prevedono il coinvolgimento delle organizzazioni di rappresentanza delle persone con disabilità.

### Articolo 5
Viene definita la detraibilità delle spese sostenute per le polizze assicurative finalizzate alla tutela delle persone con disabilità grave.
A decorrere dal periodo d'imposta in corso al 31 dicembre 2016, l'importo di euro 530 è elevato a euro 750 relativamente ai premi per assicurazioni aventi per oggetto il rischio di morte finalizzate alla tutela delle persone con disabilita grave, modificando il decreto del Presidente della Repubblica 22 dicembre 1986, n.917 (all'articolo 15, comma 1, lettera f).

### Articolo 6
Vengono descritti gli strumenti privatistici e le agevolazioni fiscali sui beni sottoposti a vincolo di destinazione di cui all'articolo 2645-ter del codice civile. Tali esenzioni e agevolazioni sono ammesse a condizione che vengano perseguite come finalità esclusiva l'inclusione sociale, la cura e l'assistenza delle persone con disabilità grave.

#### Aggiornamenti
Il decreto legislativo 3 agosto 2018, n. 105 ha disposto (con l'art. 31, comma 2, lettera b) la modifica dell'art. 6, comma 9.

### Articolo 7
Viene dichiarato l'avvio, senza nuovi oneri a carico della finanza pubblica, di campagne informative al fine di diffondere la conoscenza delle disposizioni della presente legge e delle altre forme di sostegno pubblico previste per le persone con disabilità grave.

### Articolo 8
Viene stabilita la consegna alle Camere, entro il 30 giugno di ogni anno, di una relazione sullo stato di attuazione delle disposizioni della presente legge e sull'utilizzo delle risorse di cui all'articolo 9.

#### Aggiornamenti
Il decreto legge 12 luglio 2018, n. 86 convertito con modificazioni dalla legge 9 agosto 2018, n. 97 ha disposto (con l'art. 3, comma 4, lettera d)) la modifica dell'art. 8 in merito alla stesura della relazione, che dovrà essere realizzata dal Ministro del lavoro e delle politiche sociali congiuntamente al Ministro delegato per la famiglia e le disabilità.

### Articolo 9
Vengono definite le disposizioni finanziarie per provvedere agli oneri derivanti dall'istituzione del Fondo e alle minori entrate derivanti dagli articoli 5 e 6, valutate complessivamente in 51,958 milioni di euro per l'anno 2017 e in 34,050 milioni di euro annui a decorrere dal 2018.
Viene ridotto perciò il Fondo già introdotto dalla legge 28 dicembre 2015, n.208.

### Articolo 10
Viene stabilito che la legge entrerà in vigore il giorno successivo a quello della sua pubblicazione nella Gazzetta Ufficiale della Repubblica Italiana.

## Decreti attuativi
Il decreto interministeriale 23 novembre 2016, emanato dal Ministro del Lavoro e delle Politiche Sociali di concerto con il Ministro della Salute e il Ministro dell'Economia e delle Finanze, ha definito i requisiti per l'accesso alle misure di assistenza previste dalla legge 112/2016 e il relativo riparto delle risorse alle regioni per l'anno 2016.
L'art.2 del decreto prevede, per la prima volta in una normativa di carattere nazionale, una valutazione multidimensionale della disabilità grave secondo i principi della valutazione bio-psico-sociale e in coerenza con il sistema di Classificazione internazionale del funzionamento, della disabilità e della salute(ICF).
Il decreto interministeriale 21 giugno 2017 ha definito la ripartizione alle regioni per l'anno 2017.
Il decreto interministeriale 15 novembre 2018 ha definito la ripartizione alle regioni per l'anno 2018.
Il decreto del Presidente del Consiglio dei Ministri 21 novembre 2019 ha definito la ripartizione alle regioni per l'anno 2019.

## Valutazione dei risultati
Sono state redatte le prime due relazioni sullo stato di attuazione della legge 112/2016, come previsto dall'articolo 8 della suddetta legge:
- La prima relazione, presentata dal Ministro del Lavoro e delle Politiche Sociali, descrive lo stato di attuazione della legge ad un anno dalla sua approvazione.[33]

In questa prima fase le regioni definiscono gli indirizzi di programmazione, propedeutica all'erogazione delle risorse che consentono poi di realizzare gli interventi sul territorio.
Nella media, le tipologie di intervento su cui si è maggiormente concentrata la programmazione regionale sono di natura infrastrutturale e riguardano la realizzazione e/o la messa a disposizione degli alloggi con le caratteristiche previste dalla norma, cui viene destinato quasi il 30% delle risorse. Le altre tipologie ricorrenti di intervento riguardano i percorsi di ingresso e di supporto all'abitare, cui sono destinate oltre la metà delle risorse complessive (circa il 55%); sensibilmente inferiore la quota di risorse dedicate allo sviluppo delle competenze per favorire l'autonomia e per i programmi di accrescimento della consapevolezza (12%), mentre risulta marginale il finanziamento di interventi di permanenza temporanea in strutture diverse dagli alloggi sopra individuati (4%), d'altra parte limitati dalla disciplina attuativa solo a situazioni emergenziali.
- La seconda relazione, presentata dal Presidente del Consiglio dei Ministri e dal Ministro del Lavoro e delle Politiche Sociali, illustra gli interventi concretamente messi in campo a livello territoriale aggiornati al 31 dicembre 2018, con particolare rilevanza ai beneficiari, alle soluzioni alloggiative e agli indirizzi di programmazione 2018.[19]

La classificazione dei beneficiari secondo la tipologia di intervento vede come prima misura la partecipazione a "programmi di accrescimento della consapevolezza, di abilitazione e di sviluppo delle competenze per la gestione della vita quotidiana e per il raggiungimento del maggior livello di autonomia possibile" (39%), seguono i "percorsi programmati di accompagnamento per l'uscita dal nucleo familiare di origine ovvero per la deistituzionalizzazione" (30%) e gli "interventi di supporto alla domiciliarità in soluzioni alloggiative" (18%). Le altre tue tipologie di intervento, tirocini e permanenze temporanee in soluzioni abitative extra-familiari, rappresentano rispettivamente il 6 ed il 7% del totale.

## Tavolo tecnico
L'Ufficio per le politiche in favore delle persone con disabilità ha istituito, tramite decreto del 29 luglio 2020, il tavolo tecnico per l'analisi degli aspetti giuridici e fiscali di attuazione della legge 112/2016.
Il tavolo tecnico nasce con lo scopo di elaborare possibili proposte migliorative della normativa in esame, al fine di incentivare l'utilizzo dei relativi strumenti previsti a favore delle persone con disabilità grave e delle loro famiglie.
Il tavolo è composto da rappresentanti della Presidenza del consiglio dei ministri, del Consiglio nazionale del Notariato e delle federazioni maggiormente rappresentative delle persone con disabilità (FAND e FISH), e prevederà momenti di confronto con interlocutori istituzionali, del terzo settore e della società civile.